# Saga Rail
Saga Rail är ett järnvägsbolag som under perioden februari till juni 2018 trafikerade sträckan Stockholm–Linköping med stopp i Nyköping och Norrköping.
Premiärturen skedde i februari 2018. Sträckan trafikerades med ett upprustat tåg av typ X10 och denna enhet gick ursprungligen som pendeltåg hos Storstockholms lokaltrafik.
Den 15 juni 2018 avbröts trafiken eftersom det inte varit tillräckligt många resenärer. Enligt Saga Rail berodde det på att resenärerna var vana vid att söka avgångar på SJ:s sajt och app, och SJ har valt att inte inkludera Saga Rail och andra konkurrenter som kör samma rutter som SJ i sin sökfunktion. SJ låter tågbolag som kör andra rutter än SJ:s huvudlinjer såsom länstrafik och Tågab finnas med i SJ:s säljkanaler. Saga Rail anmälde SJ till Konkurrensverket i juni 2018, något som även dåvarande MTR Express gjorde tidigare samma år. Konkurrensverket bad i juni 2019 regeringen att se över biljettsystemet.
Saga Rail hyrde efter att trafiken avbröts ut sitt tåg till Tågab som senare köpte det för att ha som reservdelsförråd till sina egna tåg av samma typ. 2024 skrotades tåget efter att ha plockats på alla användbara reservdelar. 